# Austis
Austis település Olaszországban, Szardínia régióban, Nuoro megyében. Lakosainak száma 744 fő (2023. január 1.). Austis Neoneli, Nughedu Santa Vittoria, Ortueri, Sorgono, Teti, Olzai és Tiana községekkel határos.

## Népesség
A település népességének változása:
| Lakosok száma | 819  | 810  | 744  |
|               | 2017 | 2018 | 2023 |